# تاروین لاور، ویکتوریا
تاروین لاور (به انگلیسی: Tarwin Lower) یک شهرک در استرالیا است که در ویکتوریا (استرالیا) واقع شده‌است.